# 李玉刚
李玉剛（英語：Li Yugang，1978年7月23日—），中國男歌手、藝術家，中國歌劇舞劇院一級演員。舞台上，以演繹中國古代女性的藝術形象而聞名。2010年推出個人首部舞台作品《鏡花水月》，之後陸續推出《四美圖》、《昭君出塞》等歌舞劇；曾多次受邀赴美國、加拿大、日本等地演出。音樂方面，李玉剛擅長雙聲唱法；2010年的《新貴妃醉酒》將京劇、流行音樂結合，成為個人代表作之一；2016年單曲《剛好遇見你》以高低音行雲流水的切換演繹，發行一周年網絡點擊量超過10億，MV在YouTube上的播放量突破1億次；2021年5月發布歌曲《萬疆》，發行六個月全網播放量突破200億，被人民日报評論為“名副其實的國民歌曲”。創作上，憑藉原創歌曲《蓮花》，獲得2015年MusicRadio中國TOP排行榜-金曲獎、最佳作詞、風格藝術獎3項大獎。

## 早年生活
李玉剛出生於吉林省公主嶺市一個普通的農村家裡。吉林是地方戲曲二人轉的發源地，由於母親的熏陶，小時候的李玉剛便嶄露出極強的藝術天賦。小學時便已成為遠近聞名的“歌唱家”。
1996年，李玉剛因家庭條件困難，不得不放棄上大學，隻身前往長春及其周邊地區謀生。1998年，他輾轉來到西安，過起了白天在音像店打工，晚上到歌舞餐廳上班的生活。在一次演出中，因為合唱《為了誰》的女歌手沒有到場，李玉剛靈機一動，自己運用男女聲轉換，完美的完成了本次演出；自此便因一人分飾兩角，演唱男女對唱歌曲而在當地小有名氣。後拜馬洪才先生為師，接觸到了京劇中的男旦藝術，才開始真正學習國粹藝術；也在之後的演出中，開始將時尚元素融和到傳統戲劇中。為此，他每到一地，晚上演出，白天就尋師學藝，前前後後拜過上百位老師，包括演藝界、戲曲界、服裝界、化妝界、舞蹈界、聲樂界...等，凡與其藝術形象塑造有關的他都拜師學習，包括在23歲才開始學習芭蕾足尖舞。
2005年春節，李玉剛隨中國《玫瑰鑽石》表演藝術團赴歐洲巡演，法國巴黎出版的《歐洲時報》頭版頭條刊登了中國男旦表演藝術的訊息。接下來的十幾天，李玉剛便火遍歐洲各國。期間有法國藝術家邀請李玉剛留在法國發展，被他婉拒。

## 演藝生涯

### 參賽出道
2006年，李玉剛參加中國中央電視台選秀節目《星光大道》，以甜美的歌聲、婀娜的舞姿、俊俏的扮相獲得年度季軍，在網絡上的支持率高達93%，被觀眾譽為《星光大道》的“無冕之王”，成為當之無愧的平民偶像。同年10月，受邀參加第15屆金雞百花電影節開幕演出《霸王別姬》;11月，在韓國首爾舉辦的第八屆中韓歌會，演出京劇霸王別姬大放异彩。2007年5月，舉辦首場個人演唱會－《凡花無界》百變李玉剛北京音樂會。2008年4月，李玉剛和世界各地藝術家在紐約的聯合國總部參加了“2008聯合國之春文化節”，被頒以“世界和諧大使”的稱號。
2009年2月23日，李玉剛以“特殊人才”的身份加入中國歌劇舞劇院，成為中國文藝史上首位被國家院團收編的“草根藝人”；同年三月被評為國家一級演員。2009年7月，赴澳洲舉辦《盛世霓裳》李玉剛悉尼歌劇院演唱會，获悉尼市政府颁发“南十字多元文化贡献金奖”，以獎勵他在海外為傳播中國文化而作出的貢獻；成為繼宋祖英後，中國第二位登上悉尼歌劇院舞台的演員。

### 舞台創作
- 《鏡花水月》

2010年1月，李玉剛的首部舞台作品《镜花水月》在北京保利劇院首演，連演三場座無虛席，並上演了演出前一周即一票難求的盛況；演出分為六個篇章，由序幕《驚夢》唱起，依次為《傷花》、《望鄉》、《問月》、《霓裳》，最後以《葬心》作終。8月底，《鏡花水月》在日本東京藝術劇場演出三天，精緻造型及華美歌舞令日本觀眾贊嘆，日本國寶級大師坂東玉三郎亦到場觀看。
- 《四美圖》《新鏡花水月》

2011年9月14日，李玉剛主演的大型歌舞詩劇《四美圖》在北京國家大劇院首演，該劇分為《遊心》、《飛夢》、《戲月》、《醉花》四單元，將中國古代四大美人以歌曲、詩畫、舞蹈的形式在舞台上呈現，是2011年中國文化部＂國家藝術院團優秀劇目"之一；《四美圖》於2013年12月在天津大劇院收官演出，共計巡演35場次。
在《四美圖》巡演的同時，改編後的《新鏡花水月》也在2012年5月下旬，展開50天20多場的巡演，隨後於2013年3月赴新加坡演出；李玉剛親自參與了大量造型、音樂等方面的設計和創作，整場演出用《驚夢》、《傷花》、《問月》、《霓裳》、《葬心》五個篇章將杜麗娘的嬌俏、虞姬的壯美、楊貴妃的華美展現得淋漓盡致。及至2015年12月，《鏡花水月》與《新鏡花水月》合計巡演場次44場 。
- 《昭君出塞》

2013年，李玉剛聯手梅帥元、葉錦添、方文山、常石磊等頂尖藝術家，著手打造個人第一場自導自演的歌舞劇《昭君出塞》。為了能夠更好地理解和詮釋王昭君，李玉剛與創作團隊重走三千多公里的「昭君出塞路」，考察沿途的風土人情，體會一路上的漫天風沙與刺骨寒冷，力求完整的重現昭君形象，籌備之初，為解決資金問題，李玉剛甚至賣掉自己的房子。最終於2015年4月16日，在北京保利劇院推出第一版《昭君出塞》。首演四場，以機械化的舞台呈現多維度舞台時空，並運用多媒體舞美實現劇情時空的流轉，演出獲得業界和觀眾的一致好評，被認為是「填補了東方舞台劇美學空白」的誠意之作；但李玉剛卻覺得不夠滿意，他反思因為自己同時兼任導演和主演，在編劇上也花了很多心思，導致在表演上留下了一些遺憾，毅然決定暫停巡演。
2019年4月26日，被李玉剛稱為「涅槃新生」的詩意歌舞劇《昭君出塞》在北京天橋藝術中心首演。全劇化繁為簡，僅利用極少的道具，準確的表達時空轉換，打造了一個具有東方審美意境的舞台空間；從舞台服飾的唯美、唱詞舞蹈的詩意、人物劇情的飽滿、燈光音樂的豐富，都在追求藝術的「極致」。李玉剛也將精力全部放在表演上，邀請李小平擔任導演。該劇被列入第十九屆相約北京藝術節邀約作品，並於同年6月開啟全球巡演。
2019年10月5日，應第21屆曼谷國際舞蹈音樂節邀請，李玉剛將《昭君出塞》在曼谷呈現給泰國觀眾，泰國長公主詩琳通親臨現場觀看演出，並表示＂演出非常震撼，作品蘊藏的意義令人感動＂。同年12月，於美國聖地亞哥市政劇院及加拿大伊麗莎白女王劇院上演，演出前收到加拿大總理杜魯道來信，對《昭君出塞》表示歡迎與支持，認為該劇目促進了加拿大文化多樣性，預祝演出圓滿成功並對李王剛及演職人員表示衷心感謝。李玉剛也憑藉此劇獲頒青年電影手冊 2019年度傑出戲劇成就獎。迄2019年12月8日，《昭君出塞》已在海內外巡演46場。
2023年，《昭君出塞》計畫重啟巡演。
- 《霓裳羽衣曲》

昭君之後，李玉剛計劃中的下一部舞台劇是以楊玉環為主題的《霓裳羽衣曲》，內容著重描述楊玉環在音樂上的才華。

### 歌唱事業

#### 代表作《新貴妃醉酒》、首登央視春晚(2010~2015)
2010年12月28日，李玉剛發行了個人首張音樂專輯《新貴妃醉酒》，該專輯花了四年的時間選歌、錄製，專輯曲風多元，既有傳統的中國音樂元素，又融合了R&B等時尚曲風；同名主打歌《新貴妃醉酒》是音樂人胡力在2002年創作出來的，歌曲中融合了傳統戲曲與流行音樂等元素，當時一直找不到合適的演唱人選；直到2007年，胡力看到參加星光大道的李玉剛，認為最適合演唱這首歌曲的人終於出現了，李玉剛獨特的雙聲演繹，使得這首歌成為他的代表作之一；《新貴妃醉酒》在2008年被選為第17屆中國金雞百花電影節頒獎典禮暨閉幕式的背景音樂，並獲得了2011年度雪碧中國原創音樂流行榜內地金曲獎。
2012年，李玉刚发行第二张个人音乐专辑《逐梦令》；2012年在《中央电视台春节联欢晚会》上表演歌曲《新贵妃醉酒》。
2013年在《中央电视台春节联欢晚会》上演唱曲目《嫦娥》。
2014年11月26日，李玉刚发行个人第一张翻唱音乐专辑《民国旧梦》；12月11日，发行第三張音乐专辑《莲花》。
2015年9月，參加《蒙面歌王》第一季 以「絕代歌姬」面具在第七期補位，并且在突圍賽復活，晉級總決賽。

#### 《剛好遇見你》與《十年經典演唱會》(2016~2020)
2016年3月26日，李玉剛以歌曲《國色天香》與俄羅斯歌手維塔斯（英語：Vitas）的《歌劇2》在北京太廟對飆高音，贏得台下觀眾熱烈的掌聲和歡呼聲。11月10日，发行出道十年的單曲《刚好遇见你》，11月19日即獲得《全球中文音樂榜上榜》週冠軍，並迅速佔領各大音樂榜單首位，停留排行榜長達10週，網絡點擊量超過10億，海內外網友改編超過1000個版本，歌曲在各大音乐平台上获得超过50亿次的点击量。12月17日，《李玉剛十年經典演唱會》首場在北京工人體育館舉辦，并于2017年、2018年在北京、上海、成都、重庆、美国、加拿大等地巡演。
2017年4月18日，在紐約站演唱會結束時，獲美國美華藝術協會、紐約市文化局及美國林肯藝術中心聯合頒發“亞洲傑出藝術家”獎，該獎項旨在獎勵各藝術領域具有權威性的表演藝術家及為推動亞洲藝術發展做出特殊貢獻的有識之士；6月21日，憑藉2016年出版文字作品《玉見之美》，《跨界喜劇王》跨界奪冠，以及推出大熱單曲《剛好遇見你》等多個領域的傲人成績，在《2016年度MusicRadio中國TOP排行榜》頒獎盛典上，榮獲“年度最佳跨界藝人大獎”。9月9日，由李玉刚担任总导演的梵音史诗《般若号角》在北京五棵松体育馆首演。
2019年4月6日 ,在中國中央電视台《經典詠流傳》節目中，李玉剛帶來了打磨三個月的新作《和項王歌》；十幾年來初心不改，堅持將流行音樂與中國傳統文化相結合的他，在歌曲中穿插了京劇《霸王別姬》的唱段，並且親自設計了上台表演的服飾，在舞台上重現兩千多年前的霸王別姬。
“传统文化的当代表达，是我用全部的尊严和生命去探寻的路！”——李玉剛，《經典詠流傳》
2020年1月25日，李玉剛參加東方衛視春晚，與迪瑪希（Dimash Kudaibergen）創意合作《新貴妃醉酒》與《第五元素》，上演東方戲曲與西洋音樂的巧妙碰撞，李玉剛獨特的戲腔高音，也在YouTube上引發了許多非華語地區網友的關注與討論；7月18日，攜歌曲《昭君出塞》再次來到央視《經典詠流傳》的舞台，一人分飾兩角，以舞台劇中的昭君扮相演唱《昭君出塞》經典唱段，與杜甫《詠懷古蹟五首》（其三）相結合，穿越時空的對唱，演繹出兩千多年前的家國情懷。

#### 歌曲《萬疆》(2021~)
2021年5月4日發行歌曲《萬疆》，上線兩週瀏覽量及播放量突破七億，在酷狗音樂新歌榜、飆升榜、網易雲音樂、抖音熱榜等多項榜單獲得第一；歌曲被人民日報、新華社、央視新聞等媒體多次轉發、引用，發布一週年全網相關話題閱讀量及播放量突破300億。李玉剛也攜《萬疆》在《2021年中央廣播電視總台中秋晚會》、《潮起中國·非遺煥新夜》、《浙江衛視2022跨年晚會》、《2022迎冬奧BRTV環球跨年冰雪盛典》、《第十六屆中國長春電影節》等多個晚會盛典中演出。2021年12月，《萬疆》被人民日報評選為“2021年度十大BGM”；同月，上榜2021抖音音樂年度歌曲。李玉剛也憑藉《萬疆》，在2021全球華語音樂頒獎盛典中獲頒“年度最佳國風音樂人”獎項，以及全球中文音樂榜上榜“年度優秀原創歌曲演唱獎”。
2021年9月30日，出道15年之際，李王剛在抖音直播間舉行了《李玉剛”為何而歌”出道15週年感恩音樂會》。同年，與網易雲音樂‧國風堂合作特別企劃專輯《如詩如玉》，推出了《水調歌頭‧遊覽》《俠客行》《定風波》等系列作品，將古詩詞配以現代音樂全新呈現；此外還發布了《赤伶》《天下大足》《追風趕月的你》等多首單曲。在與MiniG迷你機合作的《東方不敗SWORDSMAN》中，李玉剛以其獨特的國風唱腔對撞賽博朋克說唱；12月，加盟音樂社交樂隊節目《閃光的樂隊》時，也多次以國風為基底，結合說唱、街舞、電音及搖滾等不同風格元素，不斷嘗試探索國風音樂的更多可能性。12月31日，參加了《2022迎冬奧BRTV環球跨年冰雪盛典》、《浙江衛視2022跨年晚會》、《向未來—歡樂嘉年華》等跨年晚會；同日，做客《國風新音樂》live秀直播間。
2022年1月起，李玉剛陸續發佈了萬疆三部曲系列壓軸之作《華夏》、電子國風單曲《新霸王別姬》、新誅仙手遊2022劇情主題曲《誅仙忘塵》，以及《窗花》《四方明月》《瓷語》《故人酒》等十多首單曲。11月24日，發行數位EP《追風趕月的你》，收錄了《姑蘇》《繞》《無一是你》等六首歌曲。12月22日，電影《雲上的雲》主題推廣曲《暖暖》正式發行。
2022年2月1日，李玉剛參與了浙江衛視、東方衛視、湖北衛視、內蒙古衛視等地的春節聯歡晚會，並在巴黎時間2月1日晚，攜手二胡演奏家果敢及中、法霹靂舞國家隊，在法國國際電視五台（TV5 Monde）全球首播的“和平·友誼·愛”音樂會中表演歌舞《功夫·霹靂》，展現中西文化結合的獨特魅力。4月，加盟河南衛視《2022清明奇妙遊》，於節目中首發新作《清明客》；6月3日，參加央視端午特別節目《最憶是端午》；6月10日，李玉剛擔任「全能講說人」的文化跨界系列短視頻《國潮奇遇記》在好看視頻上線； 8月出席第三屆廬山國際愛情電影週主題盛典，演唱歌曲《大林寺桃花》；8月24日，出席第十七屆中國長春電影節活動-“2022長影之夜”，獻唱歌曲《萬疆》《不負青春》。 9月加盟《2022年中央廣播電視總台中秋晚會》及《古韻新聲·中秋》，演唱歌曲《把酒問月》；9月22日，在《與世界說第二季》中，以《傳統文化中的"無界創新"》為題發表演說；10月15日，為人民日報出品的微視頻《新千里江山圖》獻聲；同日，參加《十年·逐夢向未來》主題文藝晚會，與中國十省市青年合唱《萬疆》。此外還參與了《你好星期六》、《為歌而讚第二季》、《天天向上》、《天賜的聲音第三季》天賜盛典、《還有詩與遠方》、《高山流水覓知音》、《沸騰吧！解說員》世界杯季等節目錄製。12月31日，李玉剛參加 bilibili跨年晚會《“2022最美的夜”bilibili晚會》，演出節目《山海圖》及《若把你·聲聲慢》（演唱歌曲《經山海》《聲聲慢》)；並在《启航2023——中央广播电视总台跨年晚会》中，带来一首融合越剧表演的《刚好遇见你》 。
2023年1月1日，發行新歌《山河一脈》；1月6日及8日，參加抖音新春直播季之《嘿！給福氣開門》及《與你星塵-2022抖音直播年度嘉年華》；1月14日，參加《多彩吉林迎吉祥——2023吉林衛視春節特別節目》；1月15日，擔任《星光大道》2022年度總決賽推星人；1月19日，加盟《卯足勁頭弄春潮——2023河南春節晚會》，首唱歌曲《豫見》；1月22日，在《2023年雲南省春節聯歡晚會》中，為楊麗萍生肖系列舞蹈藝術片《玉兔與嫦娥》擔任音樂總監，並演唱主題曲《玉見嫦娥》；1月25日，加盟《星光夜·幸福年2023星光嘉年華》，獻唱歌曲《華夏》；2月4日，加盟《QQ音樂國樂煥新·華邑雅集國風舞樂會》，演唱歌曲《無一是你》《山河一脈》；3月16日，参加《大地回声——中国文联文艺助力乡村振兴原创歌曲专场演出》；3月25日，参加《陌陌直播绽放盛典》。

### 跨界發展
除舞台劇演員與歌手身份之外，李玉剛也跨足寫作、文化雅集策劃舉行、陶瓷文化推廣，及電影導演等工作。
2016年9月，參加北京衛視《跨界喜劇王》，搭檔楊樹林演出《壽宴》、《空城計》等小品，最後在巔峰之戰的《馬嵬坡》中飾演楊貴妃，獲得第一季總冠軍。11月，出版個人首部文字作品《玉見之美》，用文字與圖片，記錄他歷時一年，走訪各地山川人物，探訪中國非物質文化遺產的朝聖之旅。12月21日，李玉剛向藝術大家韓美林行叩首禮，正式拜其為師，成為韓美林先生的關門弟子。2016年年底，李玉刚的艺术空间“玉空间”在北京落成，將其對傳統文化的熱愛與痴迷從舞台藝術延伸至生活美學。
2019年7月，李玉剛於北京電影學院2018級導演系進修班畢業，導演處女作《人約黃昏後》被選為賈樟柯藝術中心主辦的86358電影短片交流週開幕片，並獲得第三屆86358電影短片交流週“組委會大獎”，以及第六屆重慶青年電影展“組委會特別提及獎”。
2020年9月，李玉剛攜手茶事導演梁明毓共同策劃，與多位著名茶人在北京玉空間舉行“玉毓生輝-念”浸沒式茶事雅集 ，將音樂、戲曲等不同藝術形態融貫其中，奉行“讓藝術走進生活”的活動理念，讓茶文化與日常生活相結合，是李玉剛首次面向大眾舉行的一場茶事雅集。
“在隐忍中寻求精进，在苦涩中品味自在。这是我对茶与艺术的理解。”——李玉剛，《玉毓生輝-念》茶事雅集
2021年5月，繼北京“玉空間”、蘇州“玉空間”之後，李玉剛的瓷文化主題藝術空間——“玉工坊”於江西省景德鎮亮相。
2021年10月19日，李玉剛又做了一次全新的嘗試，在江西省景德鎮市攜多位戲劇藝術家及50位茶人，舉行了一場浸沒式戲劇雅集——【器動四方•遇見景德】。雅集以侍香禮開篇，以傳統花道和香道歡迎到場來賓；之後以演誦傳統詩詞及國樂演奏貫穿全場，並將川劇、崑曲、京劇及國風音樂串聯在整場雅集中；同時於短視頻平台開啟現場直播，將傳統文化雅集第一次以直播的形式於網絡進行傳播，希望將中國傳統文化儀式感和內涵，傳遞給大眾。
隨後於10月28日，以第四屆世界青瓷大會暨第十二屆龍泉青瓷龍泉寶劍文化旅遊節為載體，在浙江省龍泉市舉行了一場東方禪意雅集——【青玉案 遇見龍泉】；現場以老師韓美林的作品《天書》為靈感，以二十四節氣為題布下二十四方茶席，打造一場回歸古代文人風雅的雅集，帶人們了解龍泉非遺文化，助力“劍瓷”文化的推廣與傳承。
2022年12月22日，由李玉剛首次執導的長篇電影《雲上的雲》，在中國浙江省縉雲縣舉行啟動儀式；2023年3月30日，《雲上的雲》正式開機。

## 舞台作品
- 2010年：《鏡花水月》演歌會[5]
- 2011年：歌舞詩劇《四美圖》[22]
- 2012年：《新鏡花水月》[122]
- 2015年：舞台劇《昭君出塞》[28]
- 2019年：詩意歌舞劇《昭君出塞》[31]
- 《霓裳羽衣曲》籌備中[38]

## 影視作品

### 電影
導演作品
- 2019年：《人約黃昏後》（電影短片）
- 2023年：《雲上的雲》

參演作品
- 2007年：《天下第二》飾 愛貝勒
- 2016年：《遇見下一個你》
- 2019年：《尋隱者不遇》

### 電視劇
- 2009年：《關東大先生》飾 李筱玉
- 2009年：《闖關東中篇》飾 付磕巴
- 2010年：《百花深處》飾 蕭俊生
- 2010年：《碧波仙子》飾 觀世音、漁翁
- 2010年：《老病號》飾 葉知秋

### 綜藝節目
| 年份 | 節目 |
| 2022 | 咪咕視頻《沸騰吧！解說員》                                                                              |
| 2022 | 與世界說第二季第7期                                                                                     |
| 2022 | 中央電視台《古韻新聲‧中秋》                                                                             |
| 2022 | 湖北衛視《高山流水覓知音》                                                                              |
| 2022 | 中央電視台《星光大道》暑期特別節目《夏日星光夜》                                                        |
| 2022 | 浙江衛視《還有詩和遠方》第三季縉雲篇                                                                    |
| 2022 | 浙江衛視《天賜的聲音》第三季                                                                            |
| 2022 | 湖南衛視《天天向上》                                                                                    |
| 2022 | 浙江衛視《為歌而贊》第二季                                                                              |
| 2022 | 湖南衛視《你好星期六》                                                                                  |
| 2018 | 湖南衛視中秋晚會節目《2018湖南衛視中秋之夜》                                                            |
| 2018 | 北京衛視《非凡匠心》                                                                                    |
| 2018 | 北京衛視《星光大道總決賽》 助演 選手魏伽妮 曲目:女兒情                                                  |
| 2018 | 湖南衛視 春節特別節目 演唱《剛好遇見你+天上掉下個林妹妹》                                               |
| 2018 | 中央電視台 春節特別節目《正月好味到》~大師變大廚                                                        |
| 2017 | 江蘇衛視《不凡的改變》                                                                                  |
| 2017 | 北京衛視《但願人長久》                                                                                  |
| 2017 | 深圳衛視《年代秀》                                                                                      |
| 2017 | 中央電視台《巅峰音乐会》                                                                                |
| 2017 | 中央電視台《我要上春晚》                                                                                |
| 2017 | 浙江卫視《梦想的声音2》第一期（演唱:月亮粑粑）                                                          |
| 2017 | 山東衛視《超強音浪》                                                                                    |
| 2017 | 四川衞視《圍爐音樂會》                                                                                  |
| 2017 | 湖南衛視《我想和你唱》                                                                                  |
| 2017 | 騰訊視頻《吐槽大會》                                                                                    |
| 2017 | 北京衛視《厲害了!我的歌》                                                                               |
| 2016 | 山東衛視《家遊好兒女》                                                                                  |
| 2016 | 北京衛視《跨界喜劇王》                                                                                  |
| 2015 | 江蘇衛視《蒙面歌王》                                                                                    |
| 2015 | 天津卫视《国色天香》召集人                                                                              |
| 2014 | 天津卫视《国色天香》來賓                                                                                |
| 2012 | 凤凰卫视《魯豫有約》                                                                                    |
| 2009 | 凤凰卫视《魯豫有約》                                                                                    |
| 2006 | 中央电视台《星光大道》总决赛 (10月) 中央电视台《星光大道》月賽 (9/28) 中央电视台《星光大道》初賽 (9/15) |

## 音樂作品

### 錄音室專輯
| 發行日期       | 專輯名稱       | 曲目 | 發行形式  |
| 2017年4月5日   | 《剛好遇見你》 | 曲目 01.公主嶺 02.李(2017新編版) 03.長安故事 04.送別 05.新貴妃醉酒(2017新編版) 06.清明上河圖(2017新編版) 07.雨花石(2017新編版) 08.逐夢令(2017新編版) 09.剛好遇見你 10.梨花頌(2017新編版) | 實體/數位 |
| 2014年12月4日  | 《蓮花》       | 曲目 01.蓮花 02.出塞曲 03.致情人I 04.好容妝 05.致情人III 06.故鄉 07.國色天香 08.落花 09.月光 10.回來                                                                                     | 實體/數位 |
| 2011年12月15日 | 《逐夢令》     | 曲目 01.逐夢令《四美圖》歌舞詩劇主題曲 02.似水流年 03.美人 04.夢迴春秋 05.落墨 06.浣紗曲 07.歸去來兮 08.出塞曲 09.月光 10.霓裳羽衣舞                                                     | 實體      |
| 2010年12月28日 | 《新貴妃醉酒》 | 曲目 01.新貴妃醉酒 02.鏡花水月《鏡花水月》歌舞劇主題曲 03.水墨丹青 04.清明上河圖 05.花滿樓《百花深處》電視劇主題曲 06.南飛雁 07.夢青衣 08.秋月 09.天池 10.莫斯科郊外的晚上               | 實體      |

### 合輯
| 發行日期      | 專輯名稱       | 曲目 | 發行形式 |
| 2021年9月15日 | 《李玉剛合輯》 | 曲目 01.雨花石 02.日日紅上海 03.於是探戈 04.與天使同在 05.霓裳飛花 06.舞色 07.再見，貝兒 08.李 09.蓮花 10.國色天香 (對唱版) (feat. 孔東東) 11.天池南 12.新貴妃醉酒 (合唱版)(feat. 坤生王子) 13.新貴妃醉酒 (LIVE版) 14.我一直在這裡 15.遇見旗袍 16.七子新歌 17.清明上河圖 (Remix) 18.清明上河圖 (國樂版) 19.花木蘭 20.遇見桑羅 21.和項王歌 22.昭君出塞 23.長白山下是我家 24.幸福家鄉(feat. 安與騎兵) 25.雨花石(feat. 石頭) 26.雨花石(feat. 霄磊) 27.旅遊天下 28.大愛中國 29.枉凝眉 30.只要有你 31.國色天香 | 數位     |

### 翻唱專輯
| 發行日期       | 專輯名稱         | 曲目 | 發行形式  |
| 2021年8月26日  | 《李玉剛懷舊集》 | 曲目 01.梁祝 02.為了誰 03.白毛女 (Live) 04.十面埋伏 05.牧羊曲 06.美麗的草原我的家 07.茉莉花 08.洪湖水浪打浪 09.人說山西好風光 10.都有一顆紅亮的心 11.花兒與少年 12.蘇三起解      | 數位      |
| 2014年11月11日 | 《民國舊夢》     | 曲目 01.飄零的落花 02.萍水相逢 03.四季歌 04.玫瑰玫瑰我愛你 05.得不到的愛情 06.恨不相逢未嫁時 07.蓮花開 08.月圓花好 09.夢中人 10.別走得那麼快 11.魂縈舊夢 12.何日君再來 13.夜上海 | 實體/數位 |
| 2010年12月22日 | 《嫦娥奔月》     | 曲目 01.今天是你的生日 02.霸王別姬 03.二泉映月 04.敖包相會 05.春江花月夜 06.嫦娥奔月 07.嶺上公主 08.飛 09.大愛中國 10.枉凝眉 11.貴妃醉酒 12.梨花頌                               | 實體      |
| 2010年1月1日   | 《遊園驚夢》     | 曲目 01.最重是情義 02.穆桂英掛帥 03.你怎麼說 04.斯卡布羅集市 05.絨花 06.好人好夢 07.女兒情 08.葬花吟詠 09.霓裳衣舞 10.盛世霓裳 11.菊花台 12.遊園驚夢 13.昭君出塞 14.葬心         | 實體      |

### 迷你專輯
| 發行日期      | 專輯名稱         | 曲目                                                                                 | 發行形式 |
| 2022年11月4日 | 《追風趕月的你》 | 曲目 01.追風趕月的你 02.清明客 03.我一直在這裡(吉林抗疫版) 04.姑蘇 05.繞 06.無一是你 | 數位     |
| 2021年8月10日 | 《四美圖》       | 曲目 01.貴妃醉酒(2011年新版) 02.戲之戲 03.鴻雁                                       | 數位     |
| 2018年11月7日 | 《禪意三部曲》   | 曲目 01.如初 02.寶頂之巔 03.菩提                                                     | 數位     |
| 2015年2月13日 | 《李》           | 曲目 01.李 02.蓮花 (合唱版) 03.李 (伴奏) 04.蓮花 (合唱版伴奏)                        | 數位     |

### 單曲
| 發行年    | 歌曲 |
| 2024      | 《長春》 |
| 2023      | 《九州》《絕色江西》《刻木成香》《剛好遇見你 - 長安幻想》《豫見》《山河一脈》 |
| 2022      | 《暖暖》《故人酒》《心憂天下》《賦得古原草送別》《阿里郎回故鄉》《鷓鴣天杯滄海》《瓷語》《四方明月》《繞》《誅仙忘塵》《把酒問月》《姑蘇》《清明客》《新霸王別姬》《羽生》《窗花》《青城不老》《華夏》《長安行》 |
| 2021      | 《追風趕月的你》《定風波》《東方不敗SWORDSMAN》《經山海》《俠客行》《水調歌頭·遊覽》《天下大足》《赤伶》《一場煙雨》《一剪梅》《畫眸》《記號》《歸夢長》《萬疆》《將軍嘆》                                       |
| 2020      | 《霓裳飛花》《古都風色》《一念拂曉》《茉莉茶歌》《滿弦》《月半望云山》《紅昭愿》《花木蘭》《遇見桑羅》《黍離》《昭君出塞》《無塵》《白首》《赤伶》《將進酒》《落緣》《清明上河圖》《善念起》                     |
| 2019      | 《七子新歌》《夢回誅仙》《浮雲散》《長春》《我只在乎你》《和項王歌》《梨花頌》《傳人》 |
| 2018      | 《月兒彎彎》《夜將至》《蝶戀》《遇見旗袍》《我一直在這裏》《菩提》《陌上風雅》《花魁》《如初》《寶頂之巔》《獨孤天下》                                                                                           |
| 2011-2017 | 《天地有靈》《天池南》《國色天香·對唱版》《李》《再見，見兒》《國色天香》《日日紅上海》《于是探戈》《與天使同在》《雨花石》                                                                                      |

### 歌舞劇現場專輯
| 發行日期       | 專輯名稱                           | 發行形式 |
| 2012年12月26日 | 《新镜花水月》2012全国巡演原声大碟 | CD       |
| 2011年12月15日 | 《四美圖》國家大劇院首演實況DVD    | DVD      |
| 2011年5月23日  | 《鏡花水月》李玉剛新春演歌會       | DVD      |
| 2011年5月3日   | 《镜花水月》演歌會原聲大碟         | CD       |
| 2011年4月20日  | 《鏡花水月》2010全球巡演日本演歌會 | DVD      |

## 演唱會
- 2017年：梵音史詩《般若號角》[54]
- 2016年：《李玉剛十年經典演唱會》[50]
- 2016年：《剛好回家》長春演唱會[124]
- 2011年：《李玉剛和他的朋友們》演唱會[125]
- 2009年：《盛世霓裳》李玉剛悉尼歌劇院演唱會[18]
- 2007年：《芳華絕代》長春演唱會[126]
- 2007年：《凡花無界》百變李玉剛北京音樂會[15]

## 出版圖書
| 出版年 | 書名      | 作者   | 出版社     | ISBN                   |
| 2021年 | 玉見之美2 | 李玉剛 | 作家出版社 | ISBN 978-7-5212-1369-0 |
| 2016年 | 玉見之美  | 李玉剛 | 作家出版社 | ISBN 978-7-5063-9100-9 |

## 出家事件
2014年11月底，有網友曝照片稱＂李玉剛在台北某寺廟出家＂，台湾作词人方文山也发布微博“滾滾紅塵，緣淺緣深，有些人出世入空門，有些人選擇放下情仇愛恨......在此祝福好友李玉剛皈依三寶，歡喜圓滿！＂，一時引發種種猜測。
12月2日，李玉剛發布微博否認出家傳聞；12月3日，其所在單位中國歌劇舞劇院也通過官方微博發布聲明，闢謠了這一消息。聲明指出：“李玉剛作為中國歌劇舞劇院的一名演員，他熱愛生活，忠於崗位，對工作充滿熱情。網絡上流傳的‘李玉剛剃度出家’一說純屬子虛烏有，特此聲明！”。

## 外部連結
- 李玉刚的新浪微博
- 李玉剛藝術工作室的新浪微博
- 李玉刚的哔哩哔哩个人空间
- YouTube上的李玉刚 Liyugang 官方頻道